# L'Indicatore Bresciano
L'Indicatore Bresciano è stato un settimanale politico di Brescia, pubblicato dal novembre 1860 all'ottobre 1861.

## Storia
Dopo la fallita esperienza del bisettimanale «Gazzetta provinciale di Brescia», il Circolo Nazionale, associazione politica vicina alla sinistra liberale bresciana coordinata da Francesco Cuzzetti e Giuseppe Zanardelli, riconobbe la necessità di avere un nuovo organo di stampa, per veicolare i propri programmi e ideali al ristretto elettorato della provincia di Brescia.
Il primo numero venne pubblicato il 1º novembre 1860 presso la tipografia Romiglia. Il gerente responsabile fu Faustino Ghidini, mentre il ruolo di direttore venne affidato a Camillo Guerini.
Oltre a pubblicare notizie di carattere locale, il settimanale ospitò i resoconti delle attività della Camera subalpina scritti dall'onorevole Cesare Beccalossi, deputato per il collegio di Leno, ed espose i punti del programma della sinistra costituzionale e degli anticlericali. Su l'Indicatore, Federico Odorici pubblicò a puntate la storia di Arnaldo da Brescia.
Alle politiche del 1861 il settimanale sostenne i candidati del Circolo Nazionale. In occasione delle suppletive per il collegio di Brescia, svoltesi ad aprile per la rinuncia di Agostino Depretis che era stato eletto anche a Stradella, il giornale pubblicò il patto tra il presidente del Circolo Politico, Paolo Baruchelli, e Zanardelli, rappresentante del Circolo Nazionale, che era stato stipulato per sostenere un unico candidato, il quale però non venne eletto.
L'improvvisa morte del direttore Guerini, avvenuta nell'ottobre 1861, pose fine alle pubblicazioni del settimanale: l'ultimo numero pubblicato fu quello del 31 ottobre.